# Burgstall Herrenhausen
Der Burgstall Herrenhausen ist eine abgegangene Höhenburg auf 642 m ü. NHN 190 m nordöstlich von Haag, einem Gemeindeteil der Gemeinde Eurasburg im Landkreis Bad Tölz-Wolfratshausen in Bayern. Er wird als Bodendenkmal unter der Aktennummer D-1-8134-0007 als „Burgstall des hohen oder späten Mittelalters“ geführt.

## Beschreibung
Die in etwa dreieckige Anlage besitzt eine  Breite von 100 m in Ost-West-Richtung und eine Länge von 75 m in Nord-Süd-Richtung. Sie liegt z. T. auf einer landwirtschaftlichen Grünfläche und teilweise  in einem im Norden anschließenden Waldgebiet. An den schmalen, im Burgstallbereich sich weitenden markanten Geländerücken schließt mooriges Gelände an. Oberflächlich sind keine Spuren mehr zu erkennen.

## Geschichte
Die Burg entstand im Hochmittelalter unter Otto von Iringsburg. Sie wird 1291 erwähnt und wurde nach 1291 abgebrochen.